# منظمة إدارة النفايات النووية (كندا)

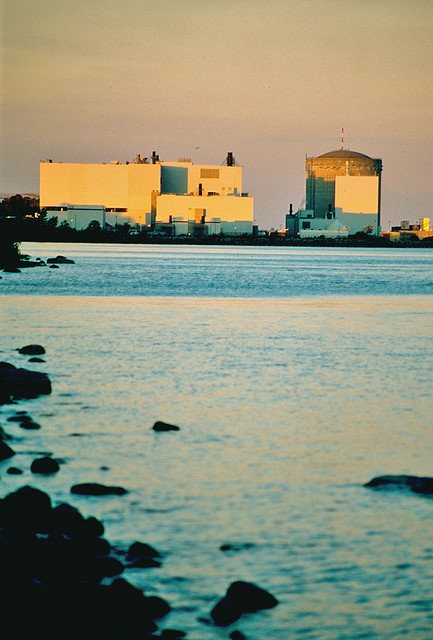
محطة دارلينجتون لتوليد الطاقة النووية وهي واحدة من خمسة مواقع للمفاعلات النووية في كندا

منظمة إدارة النفايات النووية تأسست منظمة إدارة النفايات النووية بكندا في عام 2002 بموجب قانون نفايات الوقود النووي لدراسة أساليب إدارة الوقود النووي المستخدم في كندا. حاليا تعمل محطات الطاقة النووية في أونتاريو ونيو برونزويك.

## نبذة
يطلب القانون من شركات توليد الكهرباء الكندية التي تنتج الوقود النووي المستخدم إنشاء منظمة لإدارة النفايات لتقديم توصيات إلى حكومة كندا بشأن الإدارة طويلة الأجل للوقود النووي المستخدم.
كما طالب التشريع أصحاب النفايات بإنشاء صناديق استئمانية منفصلة لتمويل الإدارة طويلة الأجل للوقود المستخدم.

## القوانين
وضعت المنظمة القوانين لحكومة كندا لاتخاذ قرار بشأن هذا النهج بعد ذلك يتم تنفيذ اختيار الحكومة مع مراعاة جميع الموافقات التنظيمية اللازمة.